# Forteresse de Santa Cruz de Anhatomirim

Aspect de la forteresse en 2012.

La forteresse de Santa Cruz de Anhatomirim, ou simplement forteresse d'Anhatomirim, se situe sur l'île d'Anhatomirim, dans la municipalité de Governador Celso Ramos, dans l'État de Santa Catarina, au Brésil. 
Elle est érigée à l'entrée de la baie Nord, entre l'île de Santa Catarina et le continent.
Conçue et réalisée par le brigadier José da Silva Paes, premier gouverneur de la Capitainerie de Santa Catarina (1739-1745), elle constitue un vestige du système triangulaire de défense de l'entrée de la baie Nord, mis en place dans la première moitié du XVIIIe siècle. Ce système était constitué, outre cette forteresse, par les deux forteresses de São José da Ponta Grossa et Santo Antônio de Ratones.
Les travaux commencèrent en 1739 pour s'achever 5 ans plus tard.